# Hexanematichthys
Hexanematichthys es un género de peces actinopeterigios de agua dulce y marino, distribuidos una de las especies por ríos de América del Sur, las demás son marinos del sureste de Asia y Oceanía.

## Especies
Existen tres especies reconocidas en este género:
- Hexanematichthys henni Fisher y Eigenmann, 1922
- Hexanematichthys mastersi (Ogilby, 1898)
- Hexanematichthys sagor (Hamilton, 1822)